# Corner Inlet
Corner Inlet ist eine Bucht im australischen Bundesstaat Victoria. 
Die gesamte Bucht ist Teil des Corner Inlet Marine & Coastal Parks und steht somit unter Naturschutz.

## Geografie
Corner Inlet liegt zwischen dem australischen Festland und der Halbinsel Wilsons Promontory. Sie ist 25,6 Kilometer breit, 26,2 Kilometer tief und hat eine Fläche von etwa 600 km². Die größten Zuflüsse sind Albert River, Agnes River und Franklin River, allerdings fließen noch die kleinere Creeks Bennison Creek, Dead Horse Creek, Poor Fellow Me Creek, Stockyard Creek, Tin Mine Creek und viele weitere, unbenannte, Creeks in die Bucht. In der Bucht liegen die Inseln Bennison Island, Mangrove Island, Martins Island, Possum Island South, Snake Island, Sunday Island, Corner Island, Long Island, Granite Island und Saint Margaret Island.

## Flora und Fauna
Im Gewässer des Corner Inlet leben Schnapper, Lachse, whitings (Sillaginidae) und Pferdemakrelen. BirdLife International hat Corner Inlet als Important Bird Area eingestuft.